# Valle dei Templi
Aria arheologică Valle dei Templi (în română Valea templelor) se situează la sud-vest de orașul sicilian Agrigento, pe dealul unde în anul 580 î.Hr. grecii au fondat orașul Akragas. În anul 406 î.Hr. a fost distrus de cartaginezi, dar fusese reconstruit de Timoleon, tiranul Siracusei. A fost unul dintre cele mai importante orașe din bazinul Mării Mediterane. În perioada romană orașul se numea Agrigentum. După prăbușirea Imperiului Roman de Apus, locuitorii au părăsit vechiul oraș și s-au mutat mai la nord de acropolă. Mărturie a trecutului glorios al orașului Akragas sunt monumentele în stil doric:
- Templul lui Jupiter - cel mai mare templu doric din antichitate
- Templul Dioscurilor - cunoscut și sub denumirea de Templul lui Castor și Pollux
- Templul lui Hercule
- Templul Concordiei - cel mai bine păstrat
- Templul Herei
- Templul Atenei
- Templul Demetrei

Lângă aria arheologică se află și un muzeu în care sunt expuse vestigiile arheologice găsite aici.

## Imagini

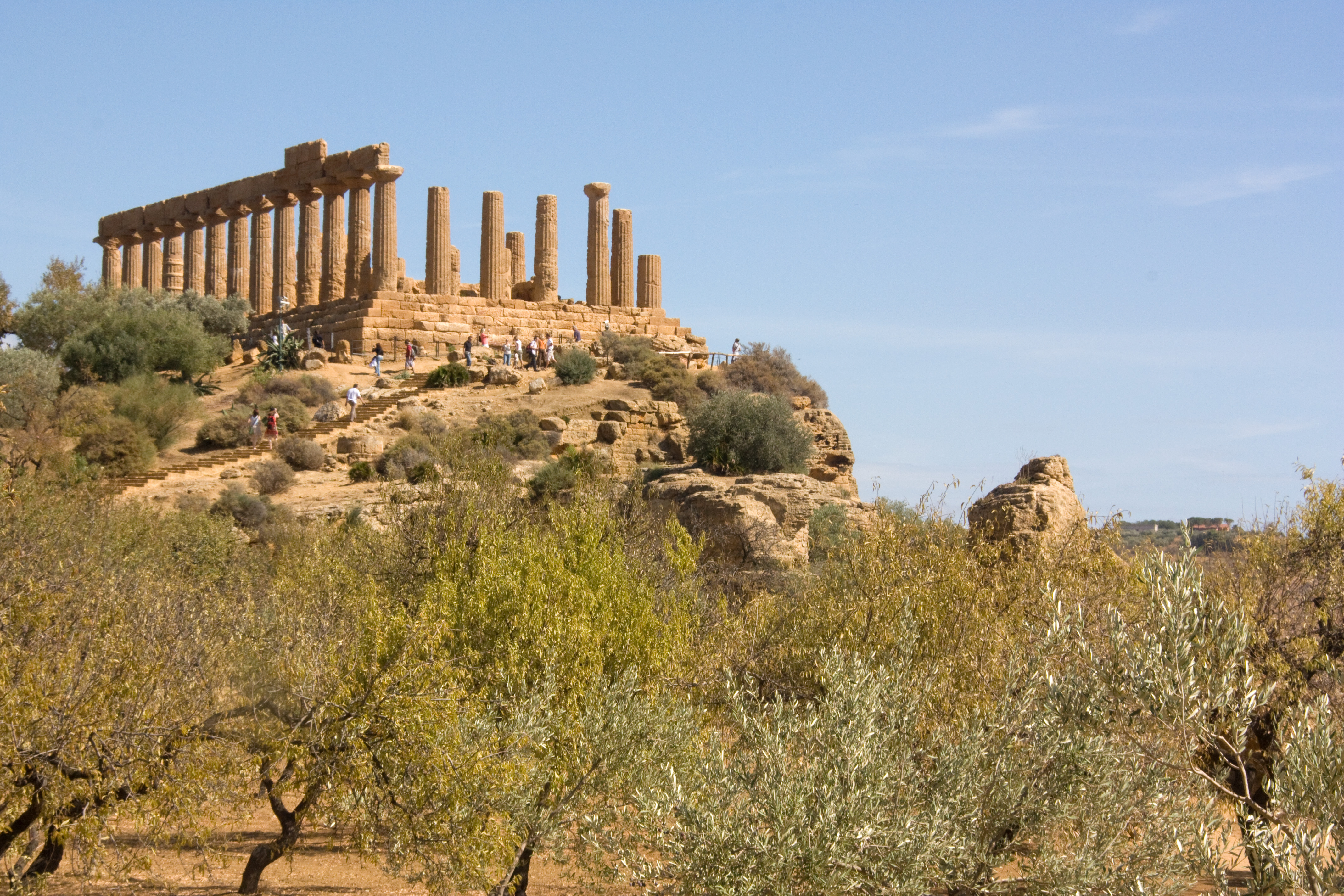
Templul Herei
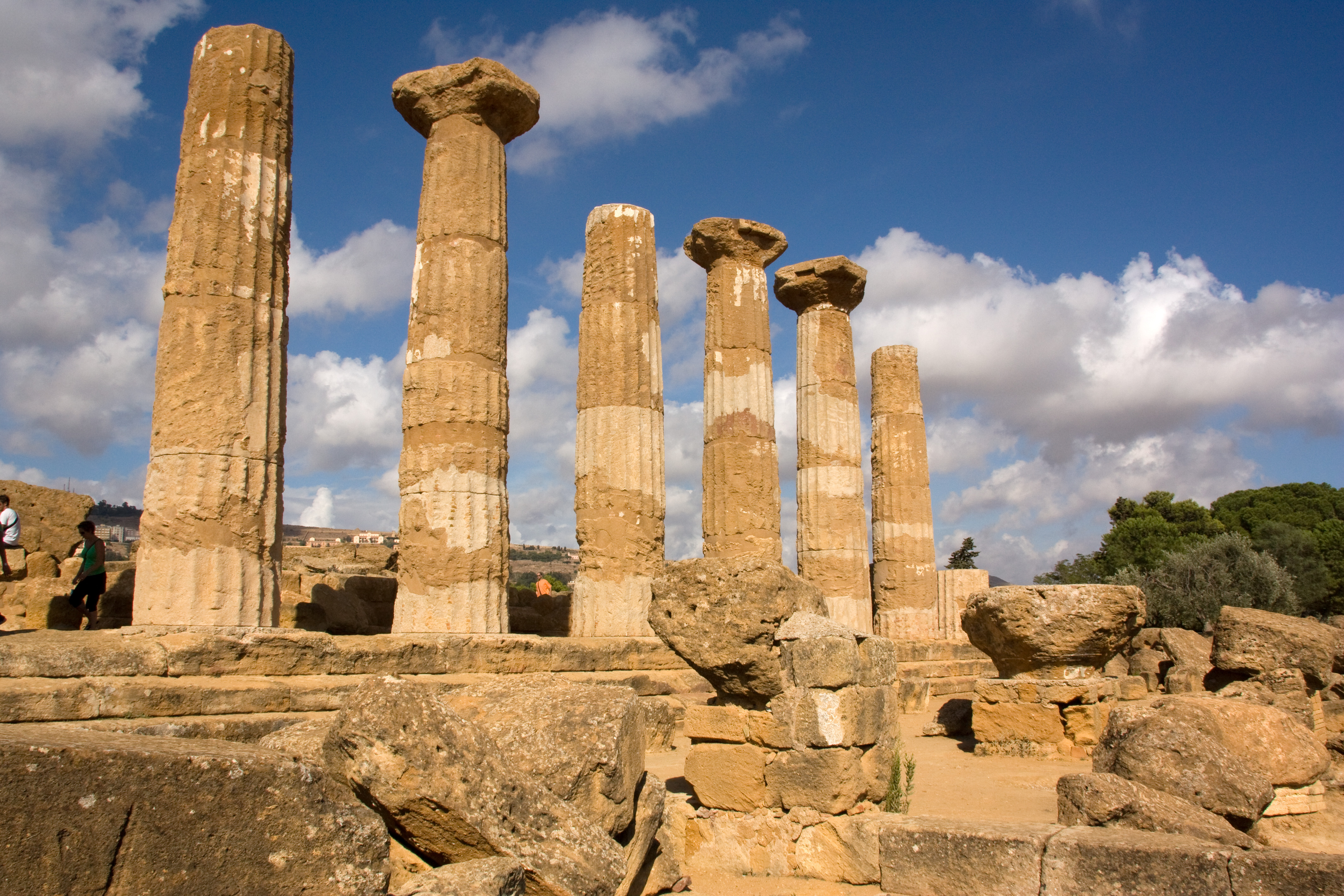
Templul lui Hercule
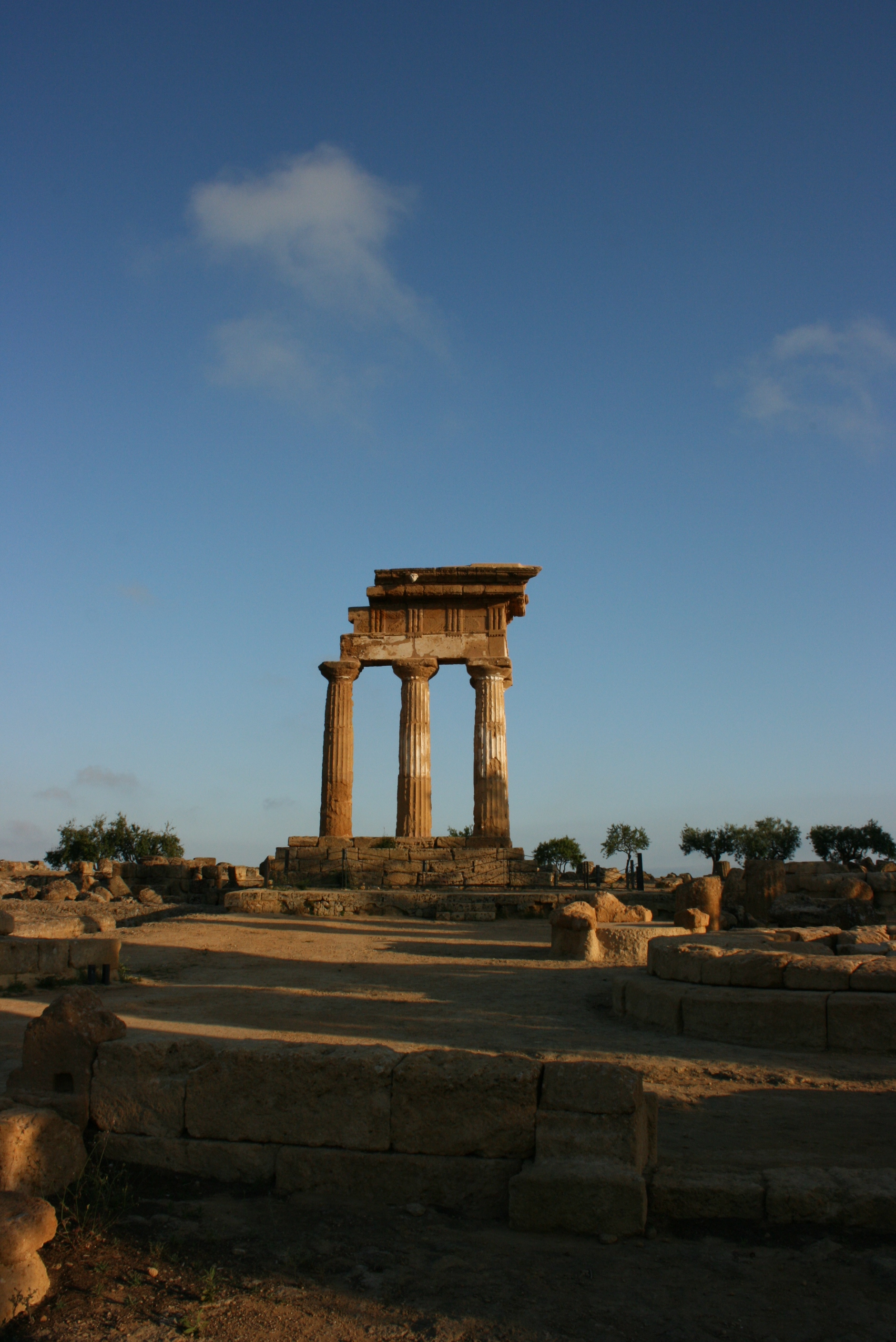
Templul Dioscurilor
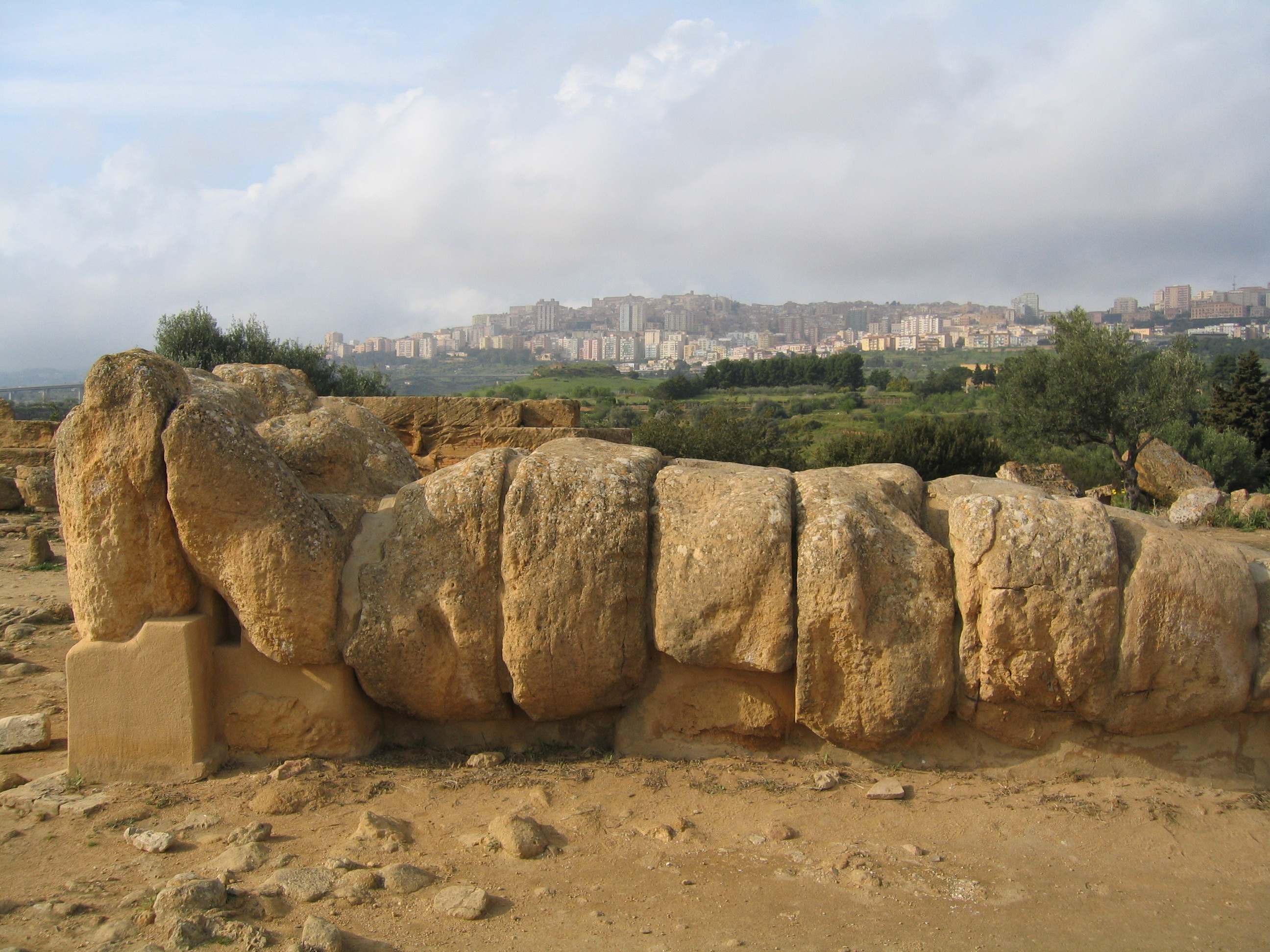
Templul lui Jupiter